# Bohdanovce
Bohdanovce (hongrois : Garbóczbogdány) est un village de Slovaquie situé dans la région de Košice.

## Histoire
Première mention écrite du village en 1299.
La localité fut annexée par la Hongrie après le premier arbitrage de Vienne le 2 novembre 1938. En 1938, on comptait 578 habitants dont 20 d'origines juives. Elle faisait partie du district de Füzér-Gönc (hongrois : Füzér-gönci járás). Durant la période 1938 -1945, le nom hongrois Garbócbogdány était d'usage. À la libération, la commune a été réintégrée dans la Tchécoslovaquie reconstituée.

## Démographie

### Évolution de la population
| Année:               | 1994. | 2004.   | 2014.   | 2024.    |
| -------------------- | ----- | ------- | ------- | -------- |
| Nombre de personnes: | 936   | 952     | 1043    | 1176     |
| Différence:          |       | +1,70 % | +9,55 % | +12,75 % |

| Année:               | 2023. | 2024.   |
| -------------------- | ----- | ------- |
| Nombre de personnes: | 1173  | 1176    |
| Différence:          |       | +0,25 % |

## Transport
Le village possède une gare sur la ligne de chemin de fer 190 entre Košice et Čierna nad Tisou.